# Leif Larsson
Leif Larsson, né le 10 décembre 1921 à Göteborg et mort le 8 septembre 1975 dans la même ville, est un footballeur suédois . Il évoluait au poste d'attaquant.

## Carrière en club
Leif Larsson remporte un titre de champion de Suède avec l'IFK Göteborg en 1941-1942. Il termine meilleur buteur du championnat suédois en 1943-1944 avec 19 réalisations.
Larsson rejoint GAIS en 1946 et y reste jusqu'en 1950, inscrivant 31 buts en 50 rencontres. Il termine sa carrière professionnelle dans les divisions inférieures avec le Vårgårda IK.